# 四つの嘘
『四つの嘘』（よっつのうそ）は、大石静による日本の小説作品、及びそれを原作としたテレビドラマ。
2004年7月から12月まで半年間、産経新聞に連載された。
2008年、作者自らの脚本でテレビ朝日系列でテレビドラマ化。

## 書籍情報
- 単行本：2005年8月発行、幻冬舎刊、ISBN 4344010280
- 文庫版：2008年6月発行、幻冬舎文庫刊、ISBN 9784344411319

## あらすじ
かつて私立の女子校で同級生だった、詩文、満希子、ネリ、美波の4人。
高校卒業後、長年会うこともなかった4人だが、ニューヨークで暮らしていた美波が、元彼の河野とフェリー事故で亡くなる。そのニュースを見た満希子は2人の不倫関係に思い至り、残された3人の人生が再び動き始める。
淫乱さ、狡猾さ、醜さを持つ女たちの生々しい現実をどこかあっけらかんと描いた物語。

## 登場人物
原 詩文（はら しふみ）
幼い頃から妙に艶めかしい色気があり、不思議な雰囲気を醸し出す顔つきだった。早熟で、性に奔放なところがあった。高校時代、クラスではネリと共に浮いた存在だった。美波の彼だった河野を奪い、結婚するために計画的に妊娠した。
夫と離婚後、一人娘・冬子を連れ、実家に戻る。父親は「詩文堂（しぶんどう）」という本屋を経営しており、本人も昔から本が好きな文学少女だった。
西尾 満希子（にしお まきこ）
高校時代は、「仏壇屋の満希子」で“ブッキ”と呼ばれていた。モデルにスカウトされるほどの美人でスタイルが良い。処女。美波とは、中学からの持ち上がりで、ずっと仲が良かったため、美波が自分でなく詩文に恋愛の相談をしていたことに憤った。
夫・武と2人の子どもと平凡な生活を送っていた。実家は三代続く仏具店で、夫は婿養子。
灰谷 ネリ（はいたに ねり）
高校時代、周りが皆附属の女子大学への進学を志望する中、唯一医大への進学を希望した。
仕事に明け暮れる外科医。専門は脳外科。砧の関東第一病院の勤務医。
戸倉 美波（とくら みわ）
高校時代は少しぽっちゃりした体型だった。頭は良くなく、成績は芳しくない。思い込みが激しい上に、惚れっぽく、好意を抱いた相手には一途に思う危ない性格の持ち主。弟の家庭教師・河野に告白され、付き合うようになる。河野とのことを誰かに話したい衝動に駆られ、詩文に話してしまい、結果的に奪われてしまう。悲しみに明け暮れ、後の夫・雅之とは河野と風貌が似ているというだけで結婚した。
旧姓・岩本。夫と一人娘・彩とニューヨーク・マンハッタン（ドラマではカナダ・バンクーバー）で暮らしているが、夫は仕事で週末しか自宅に戻れない。夫と娘を裏切り、元彼・河野と密会中にフェリーに乗っていたところ、自業自得ながら事故死する。
河野 圭史（こうの けいし）
大学時代、家庭教師先の子の姉・美波を好きになり、付き合うようになる。詩文堂によく行っていた。美波を通じて詩文と知り合い、詩文にアプローチされ、詩文の方が好きになる。詩文の妊娠を機に結婚するが間もなく離婚する。
在ロンドン日本大使館・参事官（ドラマではアメリカ・シアトル領事館勤務）。キャリア。美波とフェリーに乗っていた。美波の元彼で、詩文の元夫。死亡のニュースが最初の速報以外伝えられなくなる。
河野の両親
父親は外務省のノンキャリアで、妻共々息子がキャリアとして成功する将来を強く望んでいた。詩文との交際に反対し、手切れ金を渡し別れさせようとした。
西尾 武（にしお たけし）
満希子の夫。寺の三男坊で、婿養子。満希子とはお見合い結婚。
戸倉 雅之（とくら まさゆき）
美波の夫。河野と風貌が似ている。開校されたばかりの、ニューヨークにある全寮制の高校の校長。普段はロングアイランドの高校で暮らし、週末だけマンハッタンの自宅へ帰る。
安城 英児（あんじょう えいじ）
詩文と肉体関係を持つライト級のボクサー。28歳。普段は、ウェルター級やミドル級並の体型だが、ライト級にこだわり、試合前に激しい減量をする。試合が終わるまで禁欲生活を送り、試合後は詩文と激しい情事に耽る。
原 冬子（はら ふゆこ）
詩文と河野の娘。言動が詩文に似ている。
西尾 ゆかり（にしお ゆかり）
満希子と武の娘。
戸倉 彩（とくら あや）
美波と雅之の娘。両親と離れ、日本で一人暮らししていたが、冬子に彼を奪われ、ニューヨークの母の元へ。
大森 基（おおもり もとい）
W大学仏文科3年生。家庭教師斡旋サークルを作っており、ゆかりや冬子のフランス語の家庭教師をする。婦女暴行の常習犯だった。

## テレビドラマ
2008年7月10日から9月4日まで、永作博美主演でテレビ朝日系列・木曜ドラマ枠で放送された。放送時間は、毎週木曜日・21:00 - 21:54（JST）。初回は15分拡大で22:09まで放送。
永作の大石静脚本の作品への出演は今作が2度目。大石は永作の大河ドラマ『功名が辻』での演技が印象的だったようで、その後、ばったり会った時に「次は凄い濃い役をやらせたい」と持ちかけられたものが今作であった。

### キャスト
- 原詩文：永作博美、高校時代：入来茉里
- 西尾満希子：寺島しのぶ、高校時代：石田未来
- 安城英児：勝地涼
- 西尾武：渡辺いっけい
- 西尾ゆかり：夏未エレナ
- 西尾明：井之脇海
- 河野良子：野際陽子（特別出演）
- 原禮一郎：品川徹
- 原冬子：松山愛里
- 澤田：石黒賢（第5話 - 最終話、友情出演）
- 戸倉雅之：二階堂智
- 戸倉彩：楢葉桃菜
- 坂元弘樹：進藤学
- 福山：長谷川博己
- 井上：奥田崇
- 宮部：伊藤ゆみ
- 辺見：川俣しのぶ（第2話・第6話）
- 大森基：崎本大海
- 院長：大林丈史（第4話 - 第7話）
- 妙子：山口美也子（第5話 - 第7話）
- 桑野君子：星野真里（第6話・第7話・最終話）
- 河野圭史：仲村トオル（友情出演）、大学時代：白井義将
- 戸倉美波：羽田美智子（ナレーションも兼任）、高校時代：下垣真香（9nine）
- 灰谷ネリ：高島礼子、高校時代：河合優

### スタッフ
- 原作・脚本：大石静
- 演出：松田秀知、藤田明二、土方政人
- 音楽：沢田完
- 主題歌：If I'm not the one　谷村奈南
- 技術協力：バスク、テイクシステムズ
- 美術協力：テレビ朝日クリエイト
- ロケ協力：滝田商店（西尾仏具店）
- プロデュース：内山聖子、中川慎子、高橋萬彦
- 制作協力：共同テレビ
- 製作：テレビ朝日

### 放送日程
| 回                                           | 放送日         | サブタイトル                   | 演出     | 視聴率 |
| -------------------------------------------- | -------------- | ------------------------------ | -------- | ------ |
| 第1話                                        | 2008年 7月10日 | 41歳〜隣の女には負けられない!! | 松田秀知 | 11.8%  |
| 第2話                                        | 7月17日        | 41歳…命をかけた不倫の恋        | 松田秀知 | 10.6%  |
| 第3話                                        | 7月24日        | 魔性の女と年下の男             | 藤田明二 | 08.3%  |
| 第4話                                        | 7月31日        | 女41歳おひとりさまの真実       | 藤田明二 | 08.1%  |
| 第5話                                        | 8月07日        | 衝撃の夜〜火花散らして         | 松田秀知 | 09.2%  |
| 第6話                                        | 8月14日        | 家庭内スキャンダル!!           | 土方政人 | 10.8%  |
| 第7話                                        | 8月21日        | 危険な女ともだち               | 松田秀知 | 07.0%  |
| 第8話                                        | 8月28日        | そして嘘は暴かれ始める         | 藤田明二 | 08.7%  |
| 最終話                                       | 9月04日        | アラフォー最後の同窓会         | 藤田明二 | 09.6%  |
| 平均視聴率 9.4% （ビデオリサーチ、関東地区） |                |                                |          |        |

### 遅れネット局
- KNB北日本放送
- BSS山陰放送
- RKC高知放送
- テレビジャパン - 2009年7月10日 - 9月11日